# Cmentarz mariawicki w Chmielu
Cmentarz mariawicki w Chmielu – niewielki cmentarz mariawicki, będący pozostałością po krzczonowskiej parafii mariawitów z siedzibą w Chmielu. 
Nekropolia położona jest przy drodze wojewódzkiej 836 (około 300 m od ronda w kierunku Piotrkowa) w miejscowości Chmiel Drugi, w gminie Jabłonna, w powiecie lubelskim, województwie lubelskim. 
Cmentarz wpisany jest do Wojewódzkiej Ewidencji Zabytków Województwa Lubelskiego oraz Gminnej Ewidencji Zabytków Gminy Jabłonna. Cmentarz jest ogrodzony, opatrzony tablicą informacyjną, znajduje się na nim kilka nagrobków. 
Cmentarz pozostaje pod opieką Kościoła Starokatolickiego Mariawitów, parafii Matki Bożej Nieustającej Pomocy w Lublinie.
Na cmentarzu odprawiane są nabożeństwa żałobne w Dzień Zaduszny.